# سیارک ۳۸۳۵
سیارک ۳۸۳۵ (به انگلیسی: 3835 Korolenko، نامگذاری:1977SD3) سه هزار و هشتصد و سی و پنجمین سیارک کشف شده‌است که در ۲۳ سپتامبر ۱۹۷۷ کشف شد.
قدر مطلق سیارک برابر ۱۲٫۳۰ است.